# Marcelo Ríos
Marcelo Ríos (* 26. prosince 1975) je bývalý profesionální chilský tenista.
Během roku 1998 se dokázal dvakrát na krátkou dobu dostat na 1. místo mezinárodního žebříčku ATP. Za jeho největší úspěch je považována účast ve finále Australian Open v roce 1998, kde podlehl českému tenistovi Petrovi Kordovi.
Marcelo Ríos vyhrál za svou kariéru 18 turnajů ATP ve dvouhře:
- 1995 – Boloňa, Amsterodam, Kuala Lumpur
- 1996 – Sankt Pölten
- 1997 – Monte Carlo
- 1998 – Auckland, Indian Wells, Key Biscayne, Řím, Sankt Pölten, Grand Slam Cup, Singapur
- 1999 – Hamburg, Sankt Pölten, Singapur
- 2000 – Umag
- 2001 – Dauhá, Hong Kong